# Пражнорські (герб)
Пражнорські (пол. Praznorski, Praznowski) - шляхетський герб, відомий, що відомий за печаткою. 

## Опис герба
У червоному полі два півмісяці боками один до одного, що з'єднані дорогою, на якій двічі перехрещена стріла. 
Клейнод невідомий. 
Намет: червоний, підбитий сріблом. 
Реконструкція кольору походить від Тадеуша Гайля. Віктор Віттиґ і Юзеф Шиманський подають герб без кольорів.

## Найперша згадка
Печатка Яна Пражнорського від 1569 р. 

## Гербовий рід
Пражнорські (Praznorski, Praznowski). 